# Ohrenthal
Ohrenthal est un écart de la commune française de Rolbing, dans le département de la Moselle.

## Histoire
Ohrenthal (Orendhal en 1751, Ohzenthal en 1801) constitua une communauté indépendante faisant partie de la grande paroisse de Loutzviller et devint commune en 1790 jusqu'à son rattachement à Opperding en 1811 puis son transfert à Rolbing en 1813.

## Démographie
| 1793 | 1800 | 1806 |
| ---- | ---- | ---- |
| 63   | 50   | 71   |

## Édifice religieux
- Chapelle dédiée à la Très Sainte Vierge, construite en 1892.